# Ceratogyrus meridionalis
Ceratogyrus meridionalis is een spinnensoort in de taxonomische indeling van de vogelspinnen (Theraphosidae).
Het dier behoort tot het geslacht Ceratogyrus. De wetenschappelijke naam van de soort werd voor het eerst geldig gepubliceerd in 1907 door Arthur Stanley Hirst.